# William Arthur Kirk
William Artur „Art” Kirk (ur. 3 października 1936 w Montour Falls, zm. 20 października 2022 w Iowa City) – amerykański matematyk.
Jego prace dotyczą głównie nieliniowej analizy funkcjonalnej, geometrii przestrzeni Banacha oraz przestrzeni metrycznych. Szczególnie przyczynił się do rozwoju teorii punktu stałego – był współtwórcą stworzonego w 1976 twierdzenia Caristiego-Kirka o punkcie stałym (często: twierdzenie Caristiego o punktcie stałym), uogólnienia twierdzenia Banacha.
Kirk jest również znany jako autor twierdzenia Kirka z 1964.

## Życiorys
Swoją pracę doktorską, zatytułowaną Metrization of Surface Curvature, napisał podczas studiów na University of Missouri w sierpniu 1962 pod kierunkiem Leonarda Blumenthala.
W latach 1962–1967 był docentem Uniwersytetu Kalifornijskiego w Berkeley. Od 1967 pracował na University of Iowa, w tym od 1971 jako profesor matematyki, a w latach 1985-1991 jako kierownik katedry. 
W uznaniu za osiągnięcia w dziedzinie teorii punktów stałych, Kirk otrzymał w 2003 tytuł doktora honoris causa Uniwersytetu Marii Curie-Skłodowskiej w Lublinie.